# Philip Segal
Philip David Segal (Essex, Inglaterra, 1962) es un productor televisivo británico.

## Biografía
Emigró a los Estados Unidos "a los quince o dieciséis años", donde estudió cine en la Universidad Estatal de San Diego. Tras graduarse, comenzó a trabajar en la industria de la televisión estadounidense, primero como ayudante de casting y después como agente literario.
En 1985 se convirtió en director de desarrollo dramático en Columbia Pictures, tras lo cual trabajó en la ABC como ejecutivo de programación, teniendo relación con programas como Twin Peaks, Treinta y tantos y China Beach.
En 1991 se unió a Amblin Entertainment de Steven Spielberg, donde se convirtió rápidamente en vicepresidente de Amblin Television, controlando la producción de seaQuest DSV, Tierra 2, y Las aventuras del joven Indiana Jones.
Fue mientras estaba en Amblin cuando consiguió el control sobre la creación de una nueva serie de Doctor Who, trabajando junto al compañero inmigrante inglés Peter Wagg (productor de Max Headroom) para crear los primeros borradores de lo que se convertiría en Doctor Who: La película en 1996. Había sido su sueño producir su propia versión de la serie. Aunque deseando conjugar las necesidades de las varias partes involucradas, su amor hacia el programa hizo que siguiera tomando decisiones como elegir a un actor británico como el Octavo Doctor, Paul McGann, de Liverpool, y traer de vuelta a Sylvester McCoy como el Séptimo Doctor. En 2000, Segal coescribió el libro 'Doctor Who: Regeneration con Gary Russell (HarperCollins, ISBN 0-00-710591-6), donde se explica cómo se hizo la película.
Segal ganó el premio al mejor director de cortometraje en el NY International Film & Video Festival en 2000 por su historia corta The Other Side of Monday. Otros trabajos como director incluyen múltiples episodios de Mutant X y Andromeda para Tribune Action Hours, y la película Hobbs End, que también coescribió con Eric Truheart.
Tras un breve tiempo en Bunin-Murray Productions como vicepresidente ejecutivo, Segal se unió a Original Productions en mayo de 2006. Actualmente es presidente de Original y uno de los creadores de Deadliest Catch y Monster Garage para Discovery Channel. Sus trabajos más recientes incluyen Ice Road Truckers y Ax Men para The History Channel, The Colony, Pitchmen, Swords: Life on the Line para Discovery Channel, 1000 maneras de morir para SPIKE, Black Gold para Tru TV, Wildlife Warriors y Cut in Hald para el canal National Geographic, y Storage Wars para A&E.